# محمد العمادي (سياسي بحريني)
محمد إسماعيل العمادي (1974) مهندس وسياسي بحريني . عضو مجلس النواب من 2010 ولغاية 2018.

## السيرة
ولد العمادي في مدينة الحد في عام 1974. حصل على بكالوريوس هندسة كيميائية تخصص بتروكيماويات من جامعة الملك عبد العزيز بجدة. شهادة محترف في إدارة المشاريع من المعهد الأمريكي لإدارة المشاريع بالولايات المتحدة الأمريكية. شهادة مدقق داخلي لنظام تقييم الصحة والسلامة من معهد سي آر ام العالمي. شهادة مراقب معتمد لنظام السلامة المبنية على السلوك من شركة نفط البحرين.
عمل مهندس أول بشركة نفط البحرين منذ 1997. ترقى إلى رئيس مهندسي التفتيش الاعتمادي لمشروع الصيانة الكبرى لوحدة التقطير الفراغي السادسة. ترقى إلى مهندس ضبط جودة لمشروع إنتاج الديزل المنخفض الكبريت. ترقى إلى مهندس ضبط جودة لمشروع ازالة الكبريت من غازات المصفاة. ترقى إلى مهندس ضبط جودة لمشروع مناولة الكبريت. ترقى إلى مهندس التدقيق على جودة عدة شركات موردة لشركة نفط البحرين لتصنيع الصمامات الصناعية في بريطانيا.
في انتخابات مجلس النواب لعام 2010 فاز بمقعد الدائرة السادسة في محافظة الشمالية في جولة الإعادة بعدما جمع 3777 صوت ما نسبته 56.82%. وفي انتخابات عام 2014 فاز بمقعد الدائرة العاشرة في محافظة الشمالية في جولة الإعادة بعدما جمع 4551 صوت ما نسبته 66.67% بفارق 2276 صوت عن مرشح جمعية الأصالة الإسلامية خالد المالود.